# اوستاب فايشنيا
أوستاب فايشنيا (بالأوكرانية: Остап Вишня)‏؛ الاسم الحقيقي بافِلو ميخائيلوفيتش جوبينكو (بالأوكرانية: Павло Михайлович Губенко)‏، (مواليد 13 نوفمبر 1889 – وفيات 28 سبتمبر 1956) كان كاتباً، ومؤرخاً، وساخراً، ومسؤولاً طبياً (ممرِّض) أوكرانياً. لُقِّب من قبل العديد بـ «مارك توين» الأوكراني، و«ملك الطباعة الأوكرانية»؛ إذ قيل أن شهرته كانت تنافس اثنين آخرين فقط في أوائل أوكرانيا السوفيتية، وهما: تاراس شيفتشينكو وفلاديمير لينين.

## النشأة

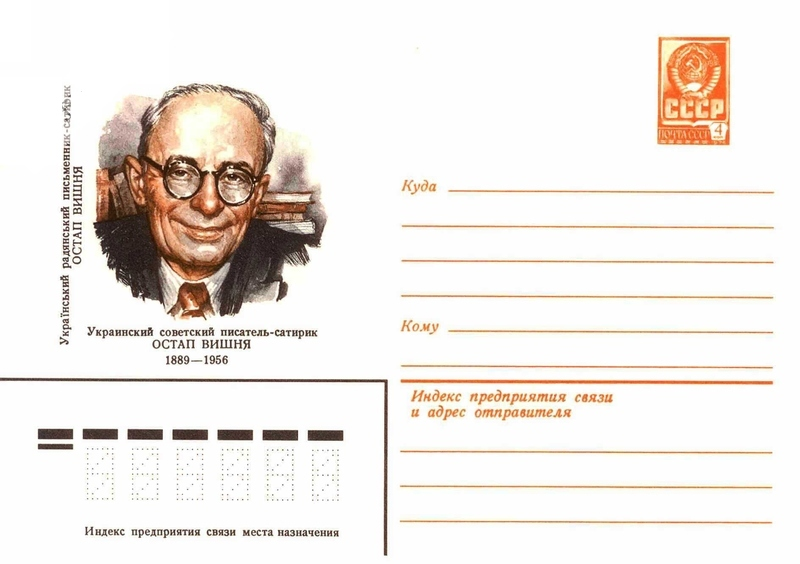
مغلف بريدي سوفيتي لعام 1979 مع صورة لأوستاب فيشنيا

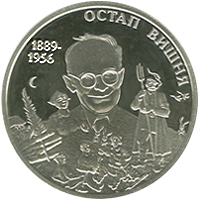
صك أوكراني صادر بطبعة لفايشنيا.

وُلِد بافلو هوبينكو في 13 نوفمبر 1889 في خوتير (المزرعة) تشتشفا بالقرب من مدينة هرون الصغيرة، في زينكيف يويزد، في محافظة بولتافا التابعة للإمبراطورية الروسية في ذلك الوقت، وُلِدَ في أسرة فلاحية كبيرة مكونة من 17 طفلاً. في اليوم الحاضر، يقع مكانه التاريخي في سومي أوبلاست بينما زينكيف هي مدينة في بولتافا أوبلاست، وكلاهما في أوكرانيا. درس فايشنيا في المدرسة الابتدائية في زينكيف، ثم التحق في مدرسة كييف العسكرية التمريضية وأنهى دراسته في عام 1907. عمل كممرض في الجيش ثم في قسم الجراحة في مستشفى السكك الحديدية الجنوبية الغربية. تمكن من خوض الاختبارات اللازمة للانضمام إلى جامعة تاراس شفتشينكو الوطنية في كييف في عام 1917، ولكن انسحب منها في وقت لاحق (1919)، حيث كانت قد أخذت الصحافة والأعمال الأدبية وقته تماماً. في عام 1919 أُلقي القبض عليه من قبل البلاشفة بينما كان في الجيش الأوكراني، كان مريض بشدة من الحمى النمشية. من الملاحظ أنه شغل أيضاً منصب رئيس المديرية الطبية الصحية في وزارة السكك الحديدية الأوكرانية. حتى عام 1921 قضى وقتاً في سجن خاركيف حتى نهاية الحرب الأهلية. في زمن مديرية أوكرانيا اُشتُهِر بعبارته:«داخل العربة – الدليل، تحت العربة – الإقليم». حُكِم عليه بالسجن لمدة عشر سنوات في معسكر للعمل القسري في عام 1933. كان فيشنيا من القلائل من ممثلي مجموعة عصر النهضة الذين نجوا من الإعدام.
بعد إنتهاء الحرب العالمية الثانية، كتب فايشنيا مقالاً في راديانسكا أوكرانيا؛ واحدة من أكثر الصحف انتشاراً في جمهورية أوكرانيا الاشتراكية السوفيتية، سَخِر فيه من اليهود في أوكرانيا، حيث لمّح بوضوح إلى أن اليهود عاشوا في راحة الإخلاء بينما قاتل الآخرون على الجبهات.

## الحياة المهنية

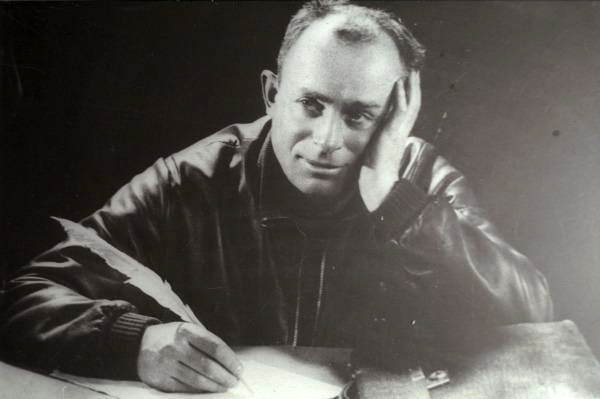
اوستاب فايشنيا عام 1925.

ظهر أول مقال لفايشنيا في 2 نوفمبر 1919 في صحيفة نارودنا فوليا تحت عنوان «الإصلاحات الديمقراطية لدينيكين»، وكان حينها تحت اسم بي هرانسكي (بالأوكرانية: P. Hrunsky)‏.
كما قام الكاتب بطباعة العديد من المقالات الساخرة في نفس الصحيفة. بدأت فترة نشره المنتظم في إبريل/نيسان 1921، عندما أصبح صحفياً مع صحيفة أخبار اللجنة التنفيذية المركزية لعموم أوكرانيا (بالأوكرانية: Вісті ВУЦВК)‏. ظهر اسم أوستاب فيشنيا لأول مرة في «حقيقة الفلاحين» في 22 يوليو 1921 الصادرة عن صحيفة زميل غريب، حقًا!.
أُرسل إلى معسكرات العمل في عام 1933 لمدة عشر سنوات، ولم يتمكن من العودة إلى عمله الأدبي إلا في عام 1943. كان قد قد أُعيد تأهيله في عام 1955.

## الوفاة
تُوفي أوستاب فايشنيا بتاريخ 28 سبتمبر 1956 في كييف، يُذكر أن جنازته ملأت شارع خريشاتك المركزي في كييف. دُفِنَ في مقبرة بايكوف.

## وصلات خارجية
- يوركوفا، أو في. اوستاب فايشنيا (ВИШНЯ Остап). موسوعة تاريخ أوكرانيا.
- كوشيلفييت، أي. فايشنيا، اوستاب. موسوعة أوكرانيا.